# Chovqan
Il chovqan è un antico sport simile al polo. In Azerbaigian è considerato uno sport nazionale.
Le sue origini risalgono a più di 1000 anni fa, come dimostrato dalle miniature persiane che lo raffigurano. Viene menzionato anche in una poesia di Nizami Ganjavi.
Il chovqan viene praticato da due squadre formate da sei giocatori a cavallo ciascuna, i quali provano a segnare colpendo una palla con un bastone che prende lo stesso nome del gioco. I giocatori indossano abiti tradizionali e i cavalli appartengono alla razza dei karabakh, considerati adatti a questo sport per agilità, temperamento e dimensioni.
In epoca sovietica il chovqan decrebbe di popolarità e la sua tradizione si ritrovò in pericolo. Per tale motivo, nel 2013 è stato iscritto nella lista del patrimonio culturale immateriale che necessita di urgente tutela dell'UNESCO.